# 유리 사카자키
유리 사카자키는 SNK의 격투 게임 시리즈 《용호의 권》에 등장하는 가상의 인물이다. 1992년에 발매한 《용호의 권》에서 악당 미스터 빅에게 납치당한 인질로서 처음 출연해 주인공 일행인 료 사카자키와 로버트 가르시아가 게임의 주무대인 사우스 타운으로 향하는 계기를 제공했다. 1994년에 출시된 후속작 《용호의 권 2》에서는 플레이어 캐릭터로서 최초로 등장한다.
이후 유리는 《더 킹 오브 파이터즈 '94》에서 킹과 시라누이 마이와 함께 여성 격투가 팀으로서 참전한 것을 시작으로 SNK의 크로스오버 격투 게임 시리즈 《더 킹 오브 파이터즈》에 등장했으며, 《더 킹 오브 파이터즈 XII》를 제외한 본편에 전부 출연했다. 또한 캡콤과 SNK가 제작한 게임 시리즈 《SNK vs. 캡콤》와 《SNK 걸즈 파이터즈》 등 타 게임에도 등장했다.

## 등장

### 《용호의 권》
유리 사카자키는 시리즈 첫번째 작품인 《용호의 권》에서 사우스 타운의 범죄조직 두목 미스터 빅에게 납치당한 인질로 등장해 오빠 료 사카자키와 그의 친구 로버트 가르시아가 사우스 타운으로 향하는 빌미를 제공한다. 엔딩에서는 료와 로버트와 맞서싸우던 미스터 가라데의 정체가 료와 유리의 아버지인 타쿠마임을 밝힌다. 《용호의 권 2》에서는 료와 로버트처럼 극한류 가라데를 수련해 기스 하워드가 개최한 격투 대회 '킹 오브 파이터즈'에 참가해 플레이어 캐릭터로서 등장한다. 격투가로서의 유리 사카자키는 도복 상의와 팬티스타킹 차림이다.
《용호의 권 외전》에서는 다시 이야기 장면에서만 등장하는 조연이 돼 로버트와 함께 동행한다.

## 참조
1. ↑  일본어: ユリ・サカザキ, 본래 일본인 성명으로는 사카자키 유리(일본어: 坂崎 ゆり)로 표기.